# Coscinia pannonica
Coscinia pannonica là một loài bướm đêm thuộc phân họ Arctiinae, họ Erebidae.